# ケベス
ケベス（ケベース、希: Κέβης）は、紀元前5世紀から紀元前4世紀にかけて生きた、古代ギリシアのテーバイ出身の哲学者。同郷のシミアスと共に、ソクラテスの親しい友（弟子）であったことが、プラトンやクセノポンの著作を通じて知られる。
プラトンの『パイドン』の登場人物として知られ、シミアスと共に、死刑当日のソクラテスを相手に、「魂の不死」について問答した人物として描かれている。またその中で、彼がシミアスと共に、かつてピュタゴラス派のピロラオスの教えを受けていたことが言及されている。
また『クリトン』においては、クリトンに自分以外でソクラテスの脱獄・逃亡の手助けができる意思と金を持ち合わせている人物として、シミアスと共に言及されている。また『第十三書簡』内でも、シミアスと共に言及されている。
クセノポンの『ソクラテスの思い出』第1巻第2章では、クリトン、（富豪カリアス3世の異父弟である）ヘルモゲネス、カイレポンとカイレクラテスの兄弟、そしてシミアス等と共に、ソクラテスと特に親しい友人として言及されている。また第3巻第11章でも言及されている。
ディオゲネス・ラエルティオスの『ギリシア哲学者列伝』第2巻第16章には、ソクラテスの関係人物の1人として、彼を扱う項目が設けられており、そこでは彼が、
- 『ピナクス (書き板/画板)』
- 『第七日』
- 『プリュニコス』

という3篇の対話篇を残していたことが言及されている。